# 青雲宮 (台北市)

台北青雲宮(台灣台語：Tâi-pak-tshing-hûn-kiong) ，是位於臺灣臺北市大同區雙連地區的廟宇，主祀五穀仙帝（神農大帝）。
廟址為台北市大同區民權里民權西路160巷30弄7號，係一磚造平房建築。

## 沿革
台北青雲宮，廟址為於台北市民權西路一百六十巷三十弄七號，主祀五穀仙帝(又稱神農大帝)，信士泛稱「仙帝公」(台灣台語：Sian-tè-kong)，始建於民國五十五年農曆閏三月十二日，為民房改建而成。
青雲宮由福州人士張文清創辦，起因張文清久病不癒，其夫人張李惜求禱於瑞芳鎮青雲殿五穀仙帝；並於神前許諾：發願效勞五穀仙帝，擔任五穀仙帝之乩身；張文清最後也逐漸康癒。
為了答謝神靈護佑，張文清與張李惜雕塑五穀仙帝神像，於自宅供奉，早晚膜拜。爾後仙帝托夢與張李惜，指示神靈意欲下降，因此張文清暨夫人遵照神諭，創辦「青雲宮」設壇濟世。

## 祀神

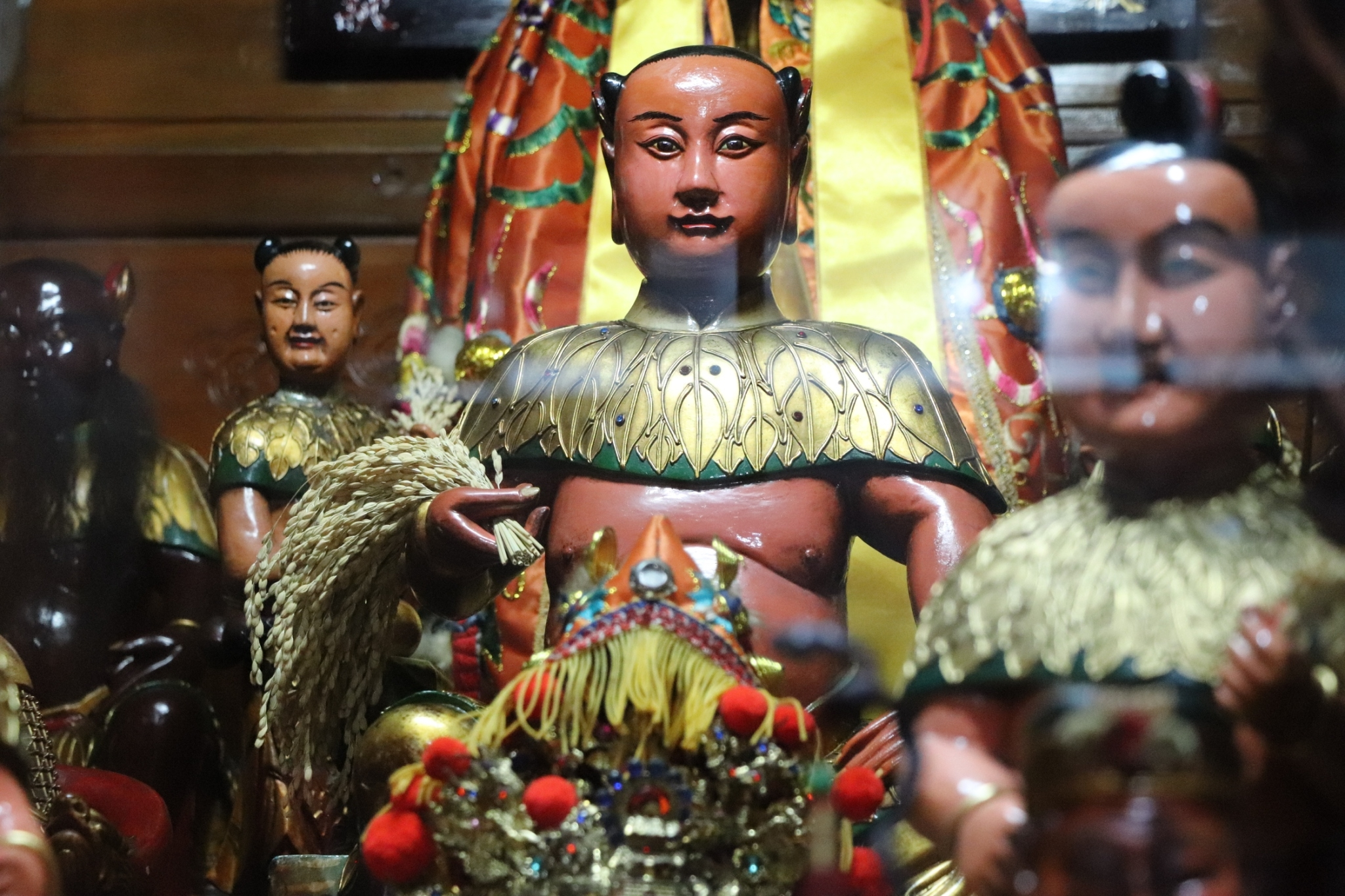
台北青雲宮主祀「五穀先帝」，神像端坐於神龕正中位置。

### 五穀仙帝
主神為五穀仙帝（神農大帝），位處於神龕正中位置 (粉面、童子相，慣稱「五穀王」或「仙帝公」)

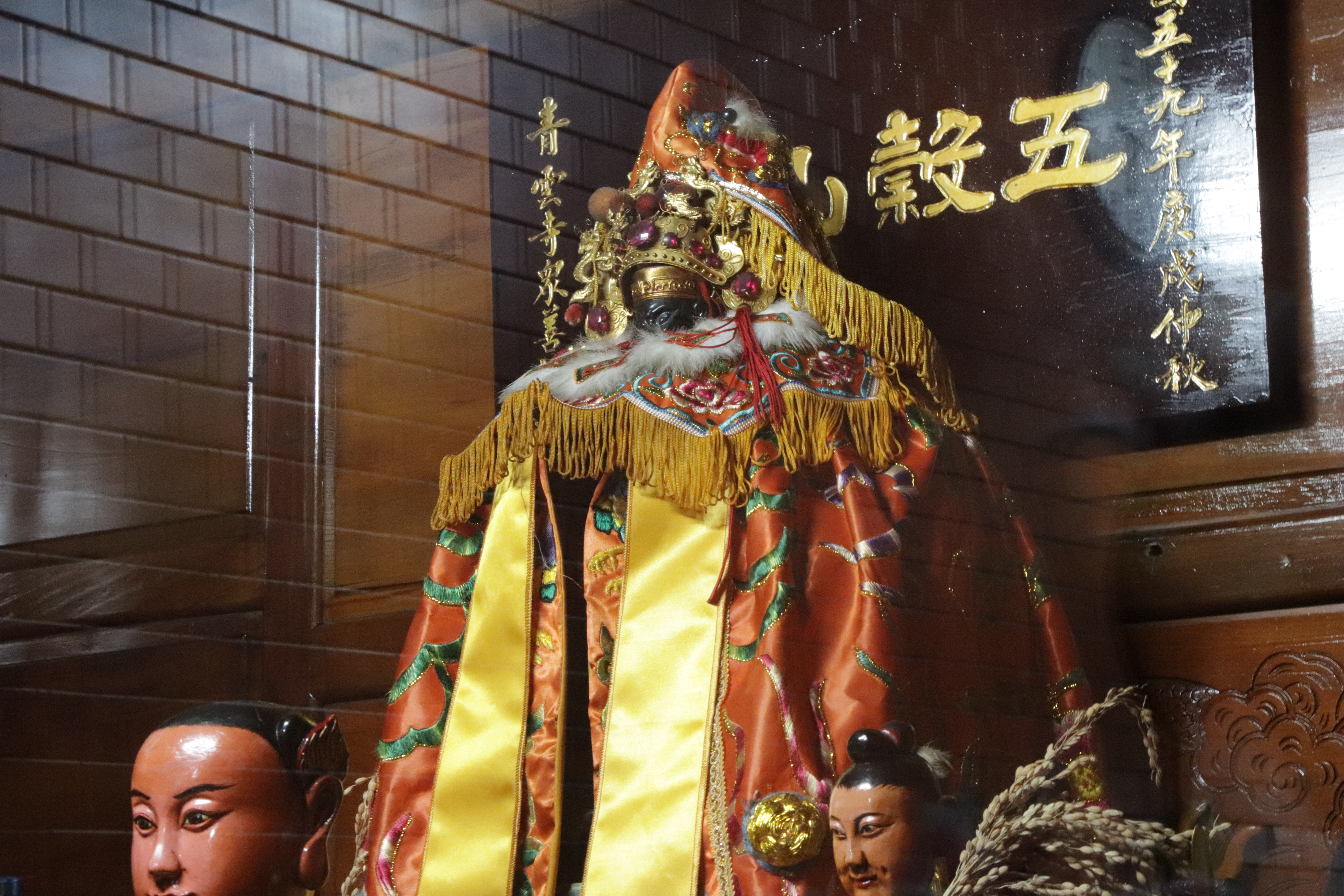
開基神農老祖神像，由張文清請祀，現安座於神龕最高位

### 神農老祖
神龕最頂端為 神農老祖 ，身披神袍，頂戴皇帽；其神像樣貌與武安尊王近似：採武將盔裝為主，面目崢嶸(俗稱「惡面」)，手持九節金鞭。
另有神農老祖之分身(神農二帝、神農三帝)，造像上與老祖大同小異，或有文武甲之服裝差異。

### 其他祀神
鎮殿兩側祀有伏羲大帝、藥王仙公、 另配祀有神農二帝、神農三帝、五穀仙帝等分靈神尊。
龕內另同祀有觀音佛祖、三教聖人、關聖帝君、玄天上帝、清水祖師、普庵祖師、九天玄女、文昌帝君、福德正神等眾多神祇。

### 部將與脅侍
五穀仙帝與神農老祖前祀有兩對協侍童子：五穀仙童、製藥仙童；前棹案祀奉齊天大聖、中壇元帥兩位部將

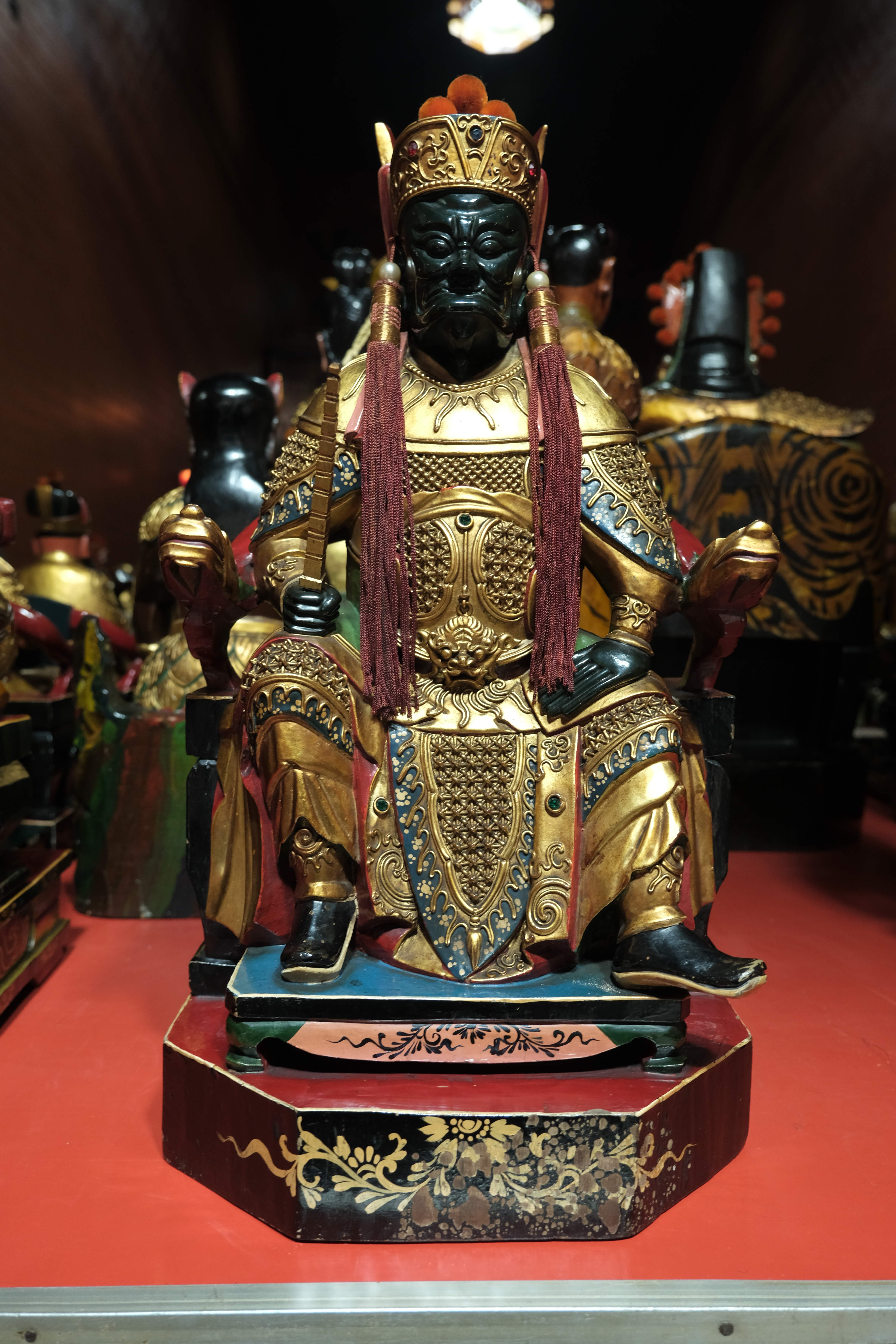
神農四帝 (神農老祖分身)
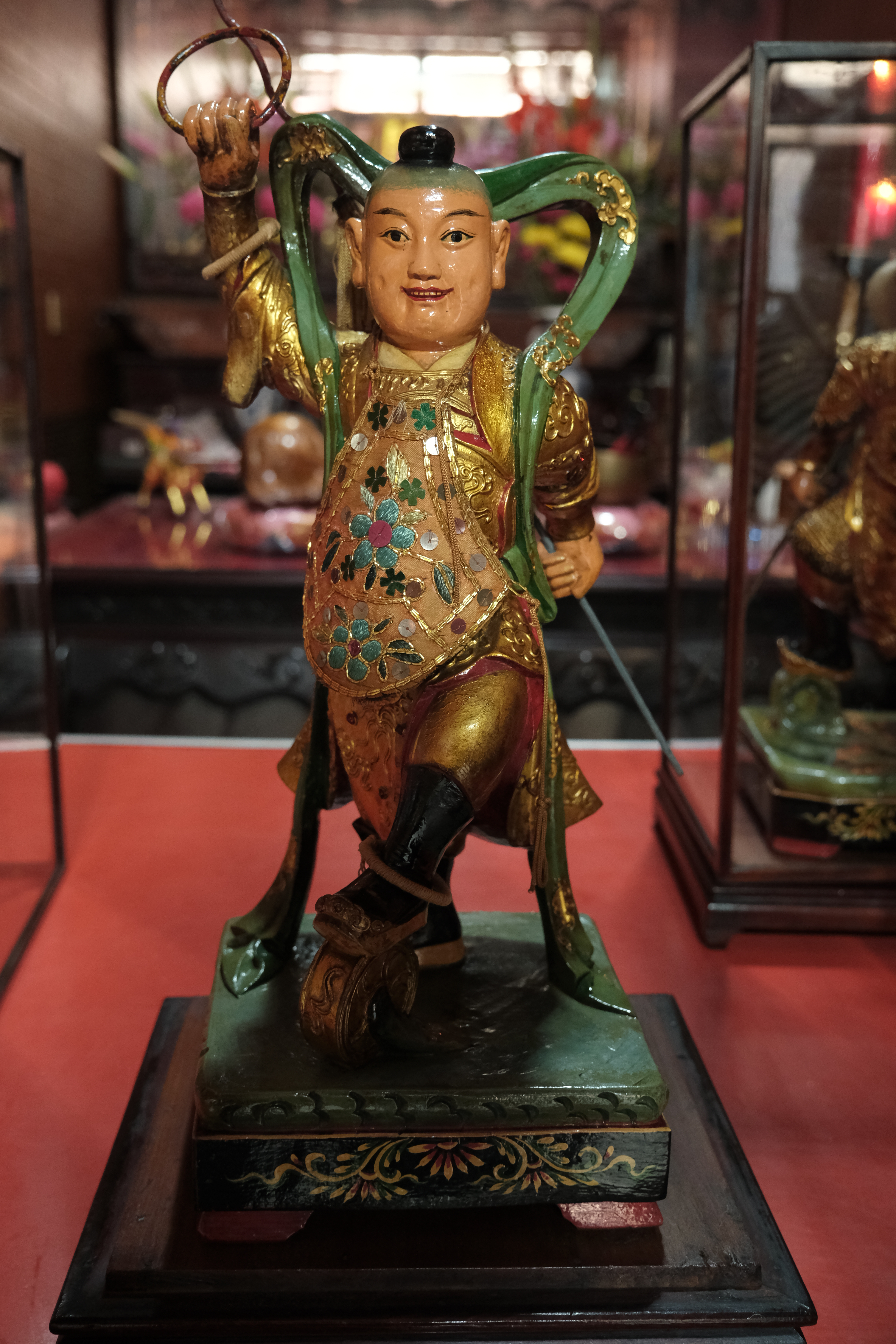
中壇元帥 (五穀仙帝部將)
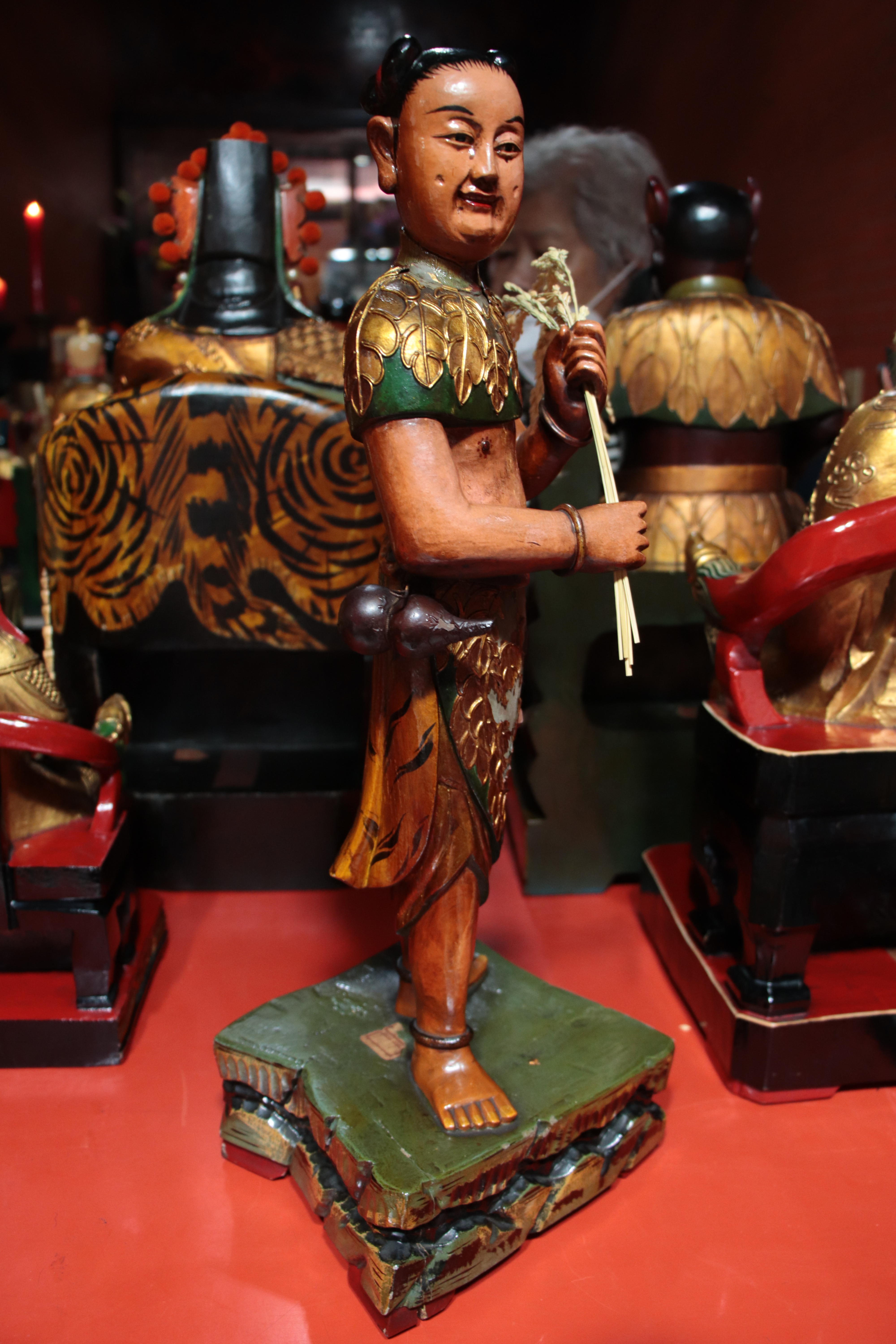
製藥童子 (神農老祖前脅侍)
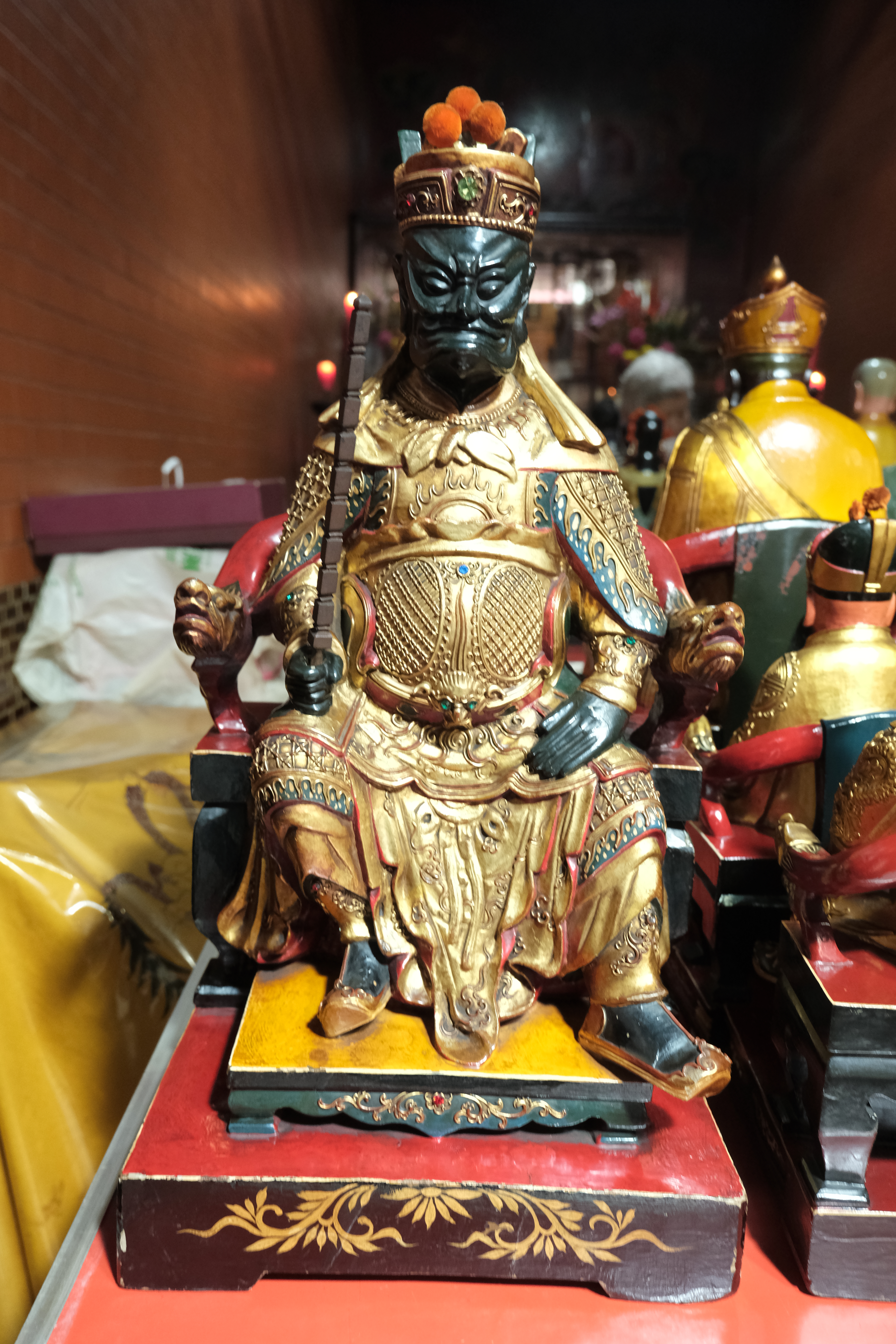
神農三帝 (神農老祖分身)

## 興宮軼事

### 神人賜法

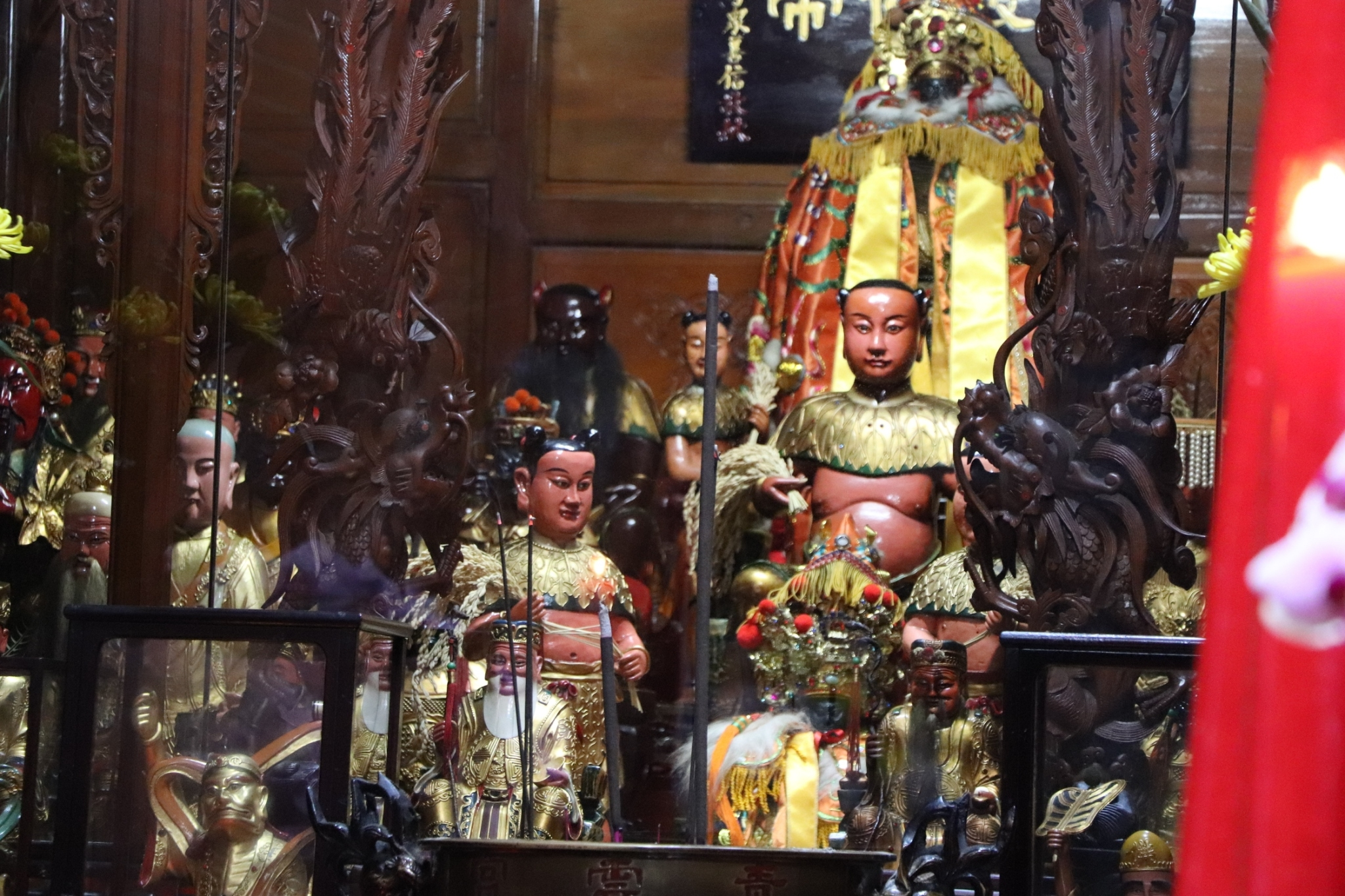
青雲宮神龕近照，內祀有五穀仙帝（中）、藥童、福德正神等諸神，後方匾額書有「青雲寺」「眾善信所立」字樣

青雲宮創立之前，據傳有一位身披袈裟，自稱「峨嵋山人」者路過屋前，見張文清夫婦，指稱：「此屋再過一年半載，必定大興。」並向張氏索要方形紅布，於布上畫八卦圖一幅，並贈與符咒二十四張，囑咐張氏夫婦晨起懸掛八卦圖時，需在爐內焚香五柱，連續三天；並且每天飲下一張化水符令，剩餘則留以存救善士。
張文清夫婦特以晚膳招待，並致贈酬金四十元，「峨嵋山人」臨行時曾言：「年半後再重逢。」但此去便再無蹤跡，眾人認為是神人下凡指點。

### 青雲寺
青雲宮於創立之初，宮名曾一度為「青雲寺」，目前仍留存有木匾以及爐件留有相關字樣

## 設壇濟世
早年係由住持張李惜女士擔任神農大帝乩身，每逢神農大帝降駕皆會手持令旗與大劍，替信眾消災解厄；時有信眾求取「血令」，附於張李惜之身的神農大帝即以「大劍」劍刃割劃舌頭，以舌上之血沾印於符紙上，以供信眾攜回保身護命，或遭逢厄運、病恙之時燒化於水後飲用，每有效驗。
近年來因張李惜女士年歲已高，神靈體恤其辛勞，逐少降凡濟世。張李惜女士與五穀仙帝因求禱得治所訂定百年之約，於2022年期滿，享耆壽九十有九仙逝回天，現惟有舊時法器等物可供紀念。

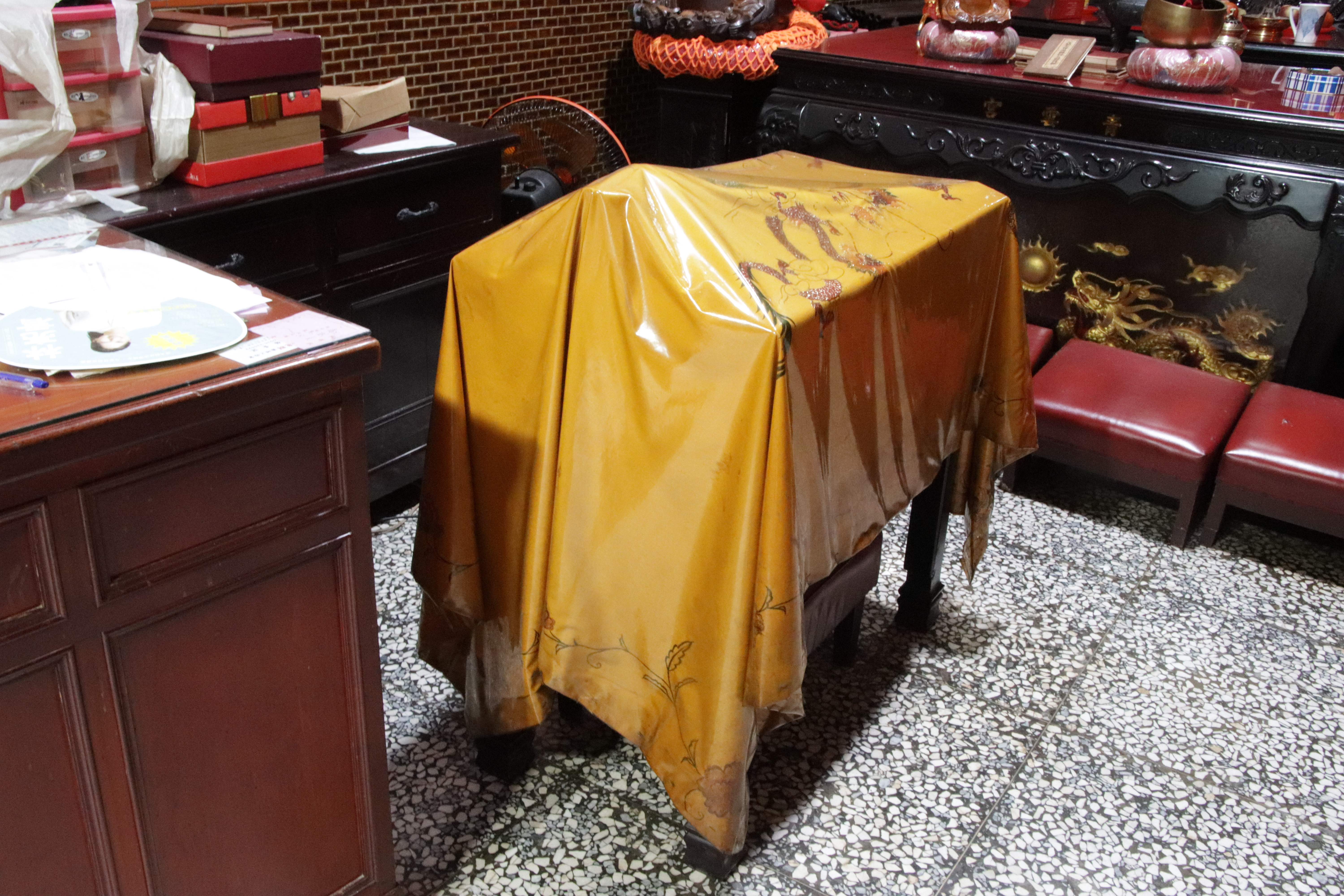
五穀仙帝降鸞時所使用之鸞筆，平時以黃幔覆蓋
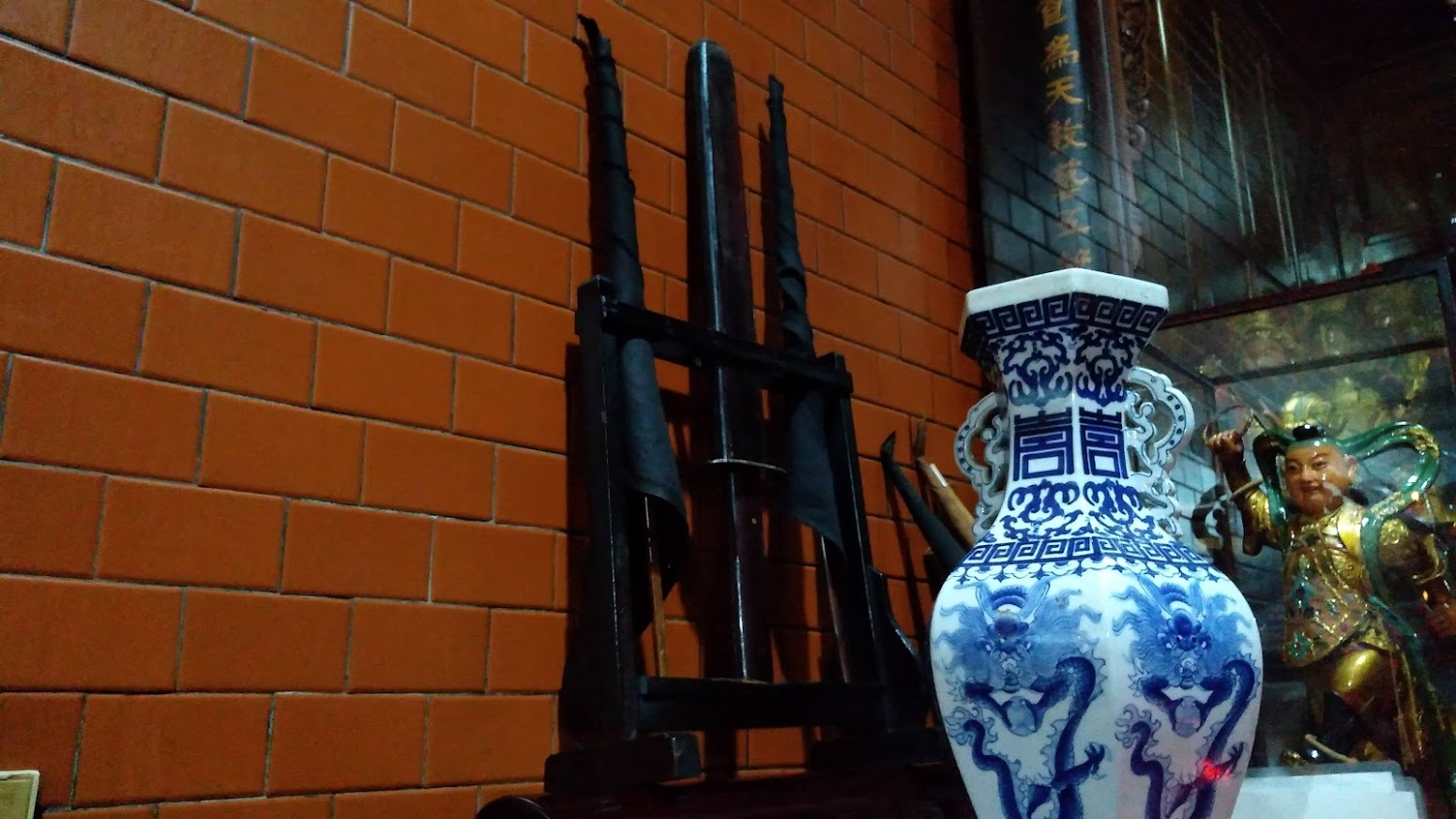
降駕所使用之令旗、七星劍等

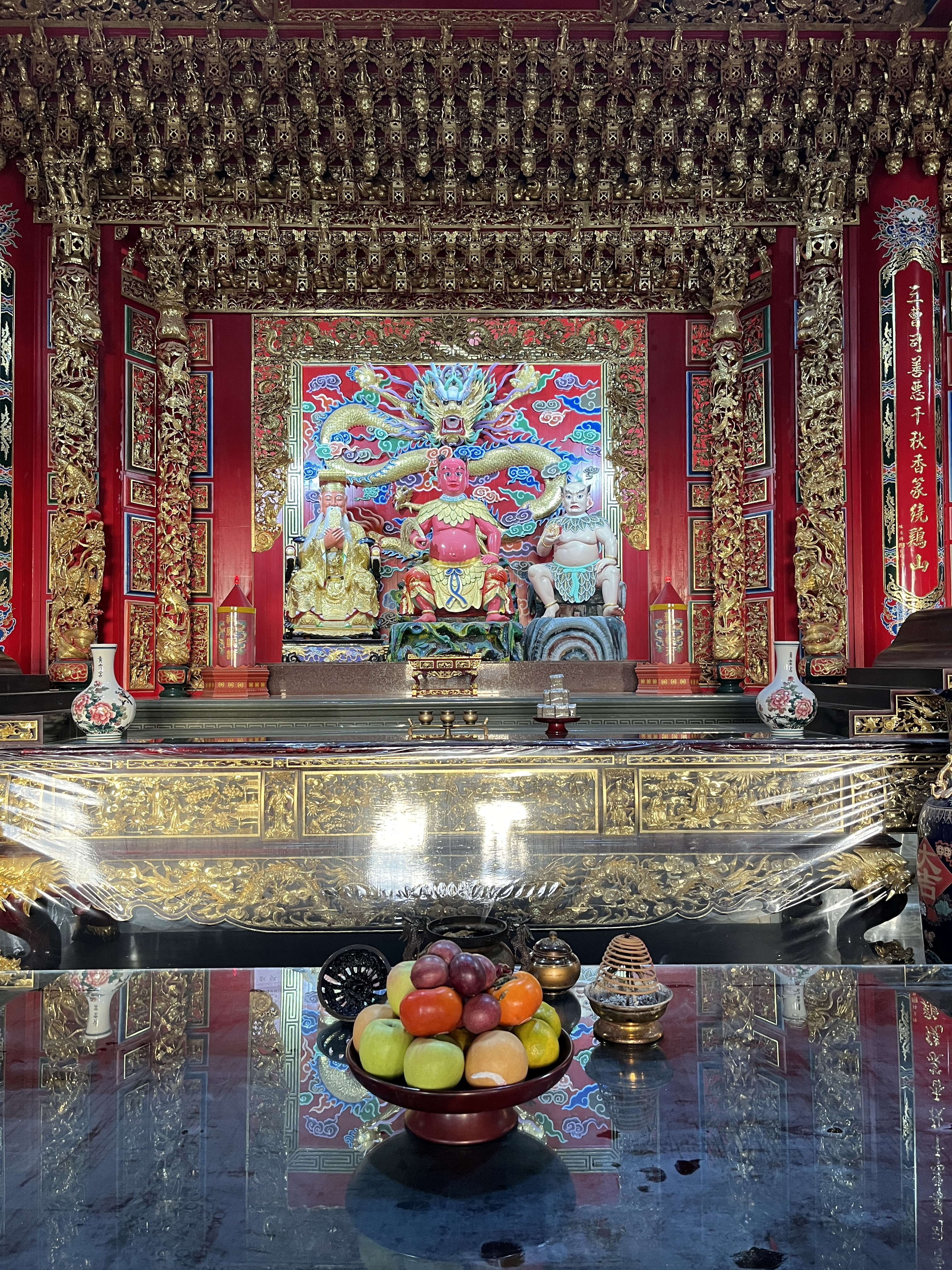
瑞芳青雲殿五樓神農殿。主廟建築多由青雲宮善信捐募興建

## 其他

### 贊助興建
九份青雲殿早年因地處偏僻，導致建廟經費籌措不易，廟宇興建陷入困難，直至民國五十五年間，建廟經費悉由青雲宮策劃興建，範圍包含中殿、前殿、鐘鼓樓、後殿神農殿等。

## 大事記
| 時間                     | 事記                                                                           |
| ------------------------ | ------------------------------------------------------------------------------ |
| 民國五十五年三月十四日   | 柴寮仔媽祖會迎接北港天上聖母，本宮神農大帝駕迎                                 |
| 民國五十五年間           | 籌資並出資興建瑞芳青雲殿中殿、前殿、鐘鼓樓                                     |
| 民國五十七年八月初八日   | 本宮神農大帝參與瑞芳青雲殿過火堆盛會                                           |
| 民國七十二年四月二十六日 | 立筊神蹟(據聞有一陳姓婦女於神農大帝聖誕日於神前擲筊，擲得一立筊神蹟，眾人稱奇) |

## 制度
民國83年（1994年）時此廟的組織型態為管理人制，至今由創始人張文清之後代主持。

## 祭典
| 活 動              | 日 期          |
| ------------------ | -------------- |
| 玉皇上帝萬壽       | 農曆正月初九日 |
| 天官大帝萬壽       | 農曆正月十五日 |
| 春季祈安禮斗法會   | 農曆二月中旬   |
| 五穀仙帝聖誕       | 農曆四月廿六日 |
| 開天門             | 農曆六月初六日 |
| 中元普度           | 農曆七月十五日 |
| 神農老祖得道紀念日 | 農曆八月廿三日 |
| 秋季祈安禮斗法會   | 農曆九月中旬   |
| 水官大帝萬壽       | 農曆十月十五日 |

## 出版品
- . 青雲宮. 中華民國七十三年甲子八月二十三日.
- . 青雲宮. 乙卯年三月十二日創宮十周年紀念.

## 註解
1. ↑  摘自《青雲宮神農大帝傳記暨大悲咒釋解合訂本》〈青雲宮神農大帝傳記〉
2. ↑  《青雲宮神農大帝傳記暨大悲咒釋解合訂本》:「管理人張文清，福建福州人，因病，住持人張李惜夫人，虔誠禮佛，求治瑞芳鎮青雲殿，神農大帝，叨佑護化，病癒康復，特創此宮，永垂紀念。」
3. ↑  摘自《青雲宮神農大帝傳記暨大悲咒釋解合訂本》〈青雲宮神農大帝傳記〉，本書出版於1984年農曆八月二十三日，時距二十年之說法即是以此為準
4. ↑  摘自《青雲宮神農大帝傳記暨大悲咒釋解合訂本》〈青雲宮神農大帝傳記〉:「創宮前，據傳有一峨嵋山人，眉清目秀，談吐文雅，身披袈裟，路過屋前，見張文清暨夫人，指稱此屋再過一年半載，必定大興，並索方形紅布，揮筆畫八卦圖一幅，符咒二十四張，囑晨起懸八卦圖時，在爐內焚香五柱連續三天，每天飲下一張，剩餘存救善士，特以晚膳招待，並致贈酬金四十元，臨行時曾言年半後再重逢，今（1984年）創宮已屆二十週年，未見其人蒞臨，是非神乎。」
5. ↑  摘自《青雲宮神農大帝傳記暨大悲咒釋解合訂本》〈青雲宮神農大帝傳記〉
6. ↑  《青雲宮神農大帝傳記暨大悲咒釋解合訂本》〈青雲宮神農大帝傳記〉:「瑞芳鎮九份青雲殿，廟宇興建，因地處偏僻，建廟經費不易，致難進行，延至民國五十五年間，建廟經費悉由青雲宮策劃興建，而今中殿、前殿、鐘鼓樓，全部完成，巍峨壯觀，可謂遊覽之聖地」
7. ↑  摘自《青雲宮神農大帝傳記暨大悲咒釋解合訂本》〈青雲宮神農大帝傳記〉:「民國七十二年四月二十六日，神農大帝聖誕，子時祝壽禮，信女陳氏，求神卜筊，神筊落地，一筊豎立，衆信圍觀，稱為神奇之富貴筊。」

## 外部連結
- 台北青雲宮facebook專頁

- 维基共享资源上的相關多媒體資源：青雲宮